# Lucie Mathieu
Lucie Mathieu (ur. 10 stycznia 1989 r. w Reims) – francuska wioślarka.

## Osiągnięcia
- Mistrzostwa Świata U-23 – Brześć 2010 – ósemka – 5. miejsce[1].
- Mistrzostwa Europy – Montemor-o-Velho 2010 – ósemka – 8. miejsce[1].